# Théraváda
A théraváda a buddhizmus egyik ága, amelyben a páli kánon tanításait használják. A hatalmas terjedelmű kánonban szerepelnek a legrégibb fennmaradt buddhista szövegek. A buddhizmus ezen formája hivatalos vallás Kambodzsában, Laoszban, Srí Lankán, Thaiföldön és Burmában, valamint kisebbségi vallás Vietnámban, Bangladesben és Kínában. Előbbieken túl ezen csoportok diaszpórái és az egyéb vallásváltók a világban szintén a théraváda buddhizmust gyakorolják.

## Hívek
A théraváda buddhizmus hívei világ minden részéről származó különböző országok és népek embereiből tevődnek össze:
- Dél-Ázsia:
  - Nepál (a lakosság 10%-a)
  - Srí Lanka (a lakosság 70%-a)
  - Banglades (a lakosság 0,7%-a)
  - Mizoram (India)
- Délkelet-Ázsia:
  - Kambodzsa (a lakosság 95%-a)
  - Laosz (a lakosság 67%-a)
  - Burma (a lakosság 89%-a)
  - Thaiföld (a lakosság 90%-a és a vallásgyakorlók 94%-a)
  - Vietnám (a khmerek)

- Ázsia egyéb részei:
  - Kína (főleg a sanok és egyéb taj népek)
  - Malajzia (a maláj-kínaiak)
  - Indonézia
  - Szingapúr

- A théraváda a közelmúltban népszerűségre tett szert a Nyugati világban is.

Ma a théraváda buddhisták, más néven théravádinok száma a világon több mint 150 millió fő és az elmúlt néhány évtizedben ez az irányzat gyökeret eresztett Nyugaton és Indiában is.

## Története

### Eredete
A théraváda név a korai buddhista iskolák egyik ősi iskolája, a sztháviríja nevéből ered. A théravádinok tőlük származtatják magukat. Miután a második buddhista zsinat alkalmával nem sikerült megreformálni a közösség tagjainak (szangha) magaviseletét szabályzó szövegeket (Vinaja), "idősebb szerzetesek" egy kis csoportja különvált a mahászánghika iskolától. Így alakult ki a szthaviraváda szekta. A théraváda saját elbeszélései szerint az iskola alapvetően a vibhadzsjaváda (vagy "az elemzés tana") csoportból származik, amely a sztáviríja egy ága volt. Tanait az Asóka király támogatásával i.e. 250-ben összehívott harmadik buddhista zsinaton tárgyaltak szerint örökölte. Ezeket a tanokat úgy nevezték, hogy vihadzsjaváda. Asóka vélhetően szerepet játszott a szangha megtisztításában, azzal, hogy elzavarta azokat a szerzeteseket, akik nem fogadták el a harmadik tanácskozáson elhangzott tanokat. Később a vibhadzsjavádinok is négy ágra oszlottak szét: mahísászaka, kásjapíja, dharmaguptaka és támraparníja.

### Srí Lanka
Úgy tartják, hogy a théraváda a támraparníja szektából ered, amelynek jelentése "srí lankai vonal". Srí Lankába Indiából küldtek hittérítőket Asóka király idején. A király fiát, Mahindát, illetve lányát Szanghamittát tartják a szigetországban a buddhizmus misztikus alapítóinak. A tudósok szerint ez a történet törvényesíteni igyekszik azt a feltételezést, hogy a théraváda a legrégebbi és a leghitelesebb buddhista iskola. Állítólag Szanghamitta alapította a Mahávihára kolostort Anuradhapura város mellett. A 7. századi Hszüan-cang és Ji-csing kínai szerzetesek a srí lankai buddhista iskolát úgy nevezik, hogy Sang-co-pu (kínai: 上座部), amely a szanszkrit "szthaviraváda" és a páli "Theraváda" megfelelője. A théraváda iskola legkésőbb a 4. századtól kezdve írásosan is a théraváda nevet használja. A név először a Dípavamsza krónikákban szerepel.

### Théraváda aliskolák
A srí lankai buddhizmus korai történetének nagy részében a théraváda három aliskolája létezett: a Mahávihára, az Abhajagiri vihára, és a Dzsetavana vihára. Legelőször a Mahávihára hagyományt alapították meg, a másik kettőt az elsőből kivált szerzetesek hozták létre később. A.K. Warder szerint a théraváda mellett az indiai mahásíszaka szekta szintén létezett Srí Lankán, amely később beleolvadt az előbbibe. A sziget északi részén időről időre felbukkantak egyéb indiai buddhista szekták is.

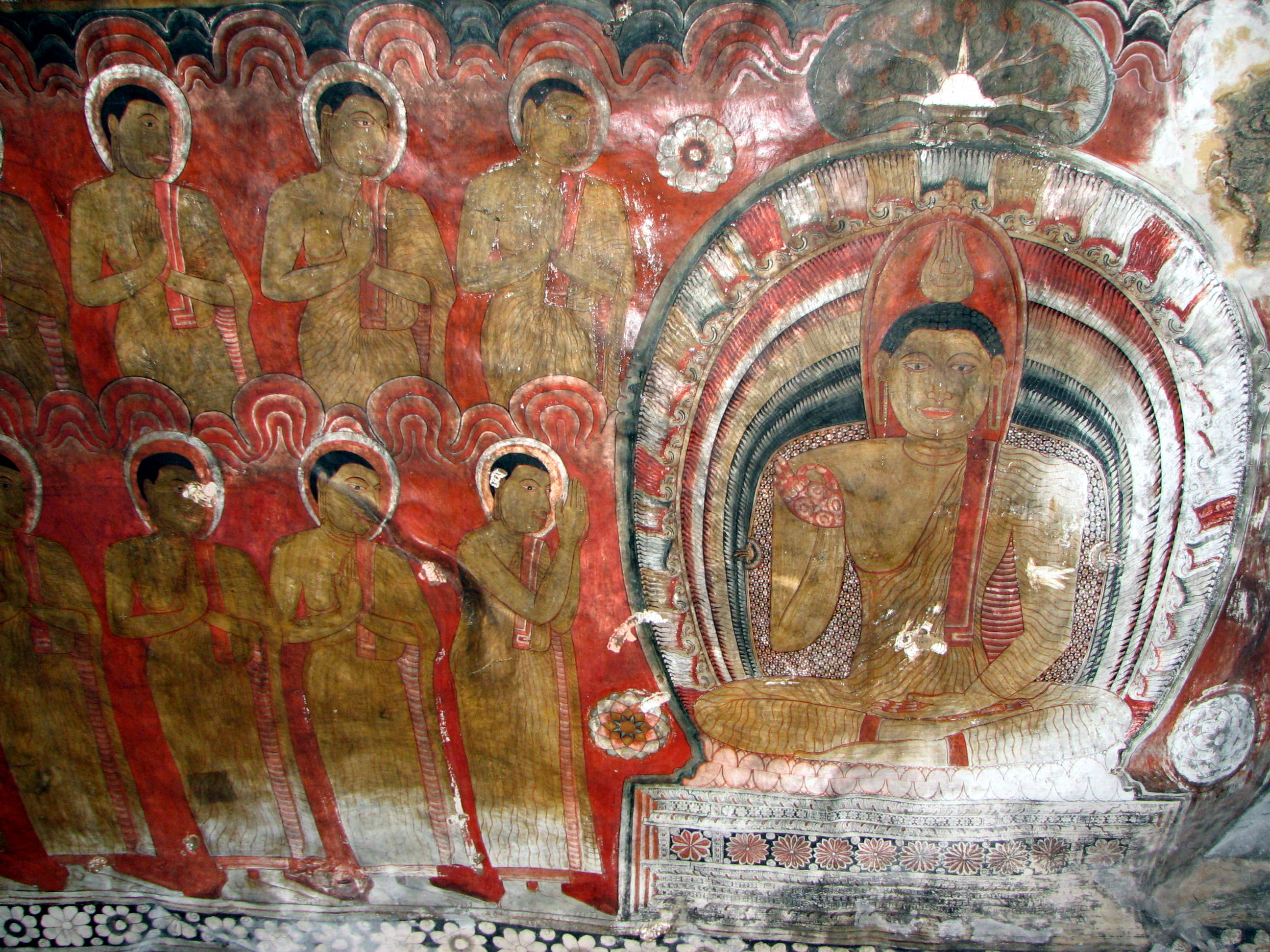
Buddha festmény a srí lankai Dambulla barlangtemplomban. A barlangtemplom-együttest az i.e. 3. században hozták létre és buddhista kolostorként üzemelt. Mintegy két évszázaddal később alakították át templommá.

Amikor Fa-hszien kínai szerzetes ellátogatott a szigetre az 5. században, akkor  az Abhayagiri kolostorban 5000, a Mahávihára kolostorban 3000 és a Csetijapabbatavihára kolostorban 2000 szerzetesről számol be.

### Mahájána hatások
Az évszázadok során az Abhajagiri théravádinok szoros kapcsolatokat ápoltak az indiai buddhistákkal, akiktől átvettek sok tanítást. Ezek között mahájána tanítások is szerepeltek. A Dzsetavana théravádinok kisebb mértékben vettek át mahájána tanokat.
Hszuan-cang a srí lankai théraváda két fő csoportjáról számolt be. Az Abhajagiri hagyományt "Mahájána szthavirának", a Mahávihára hagyományt pedig "Hínajána szthavirának" nevezi. Hszuan-cang így ír:
|  | „A Mahávihára tagjai elutasítják a mahájánát és hínajána gyakorlatokat végeznek, az Abhajagiri Vihára tagjai a hínajána és a mahájána tanokat és a Tripitakát hirdetik.” |
|  | |

Akira Hirakawa úgy véli, hogy ha megvizsgáljuk alaposan a mahávihára iskola páli szövegmagyarázatait (Atthakathá) felfedezhetünk benne néhány mahájána tanítás. Kalupahana ugyanerre a következtetésre jut a Viszuddhimaggával kapcsolatban.
Elfogadott tény, hogy a 8. században Srí Lankán már gyakorolták a buddhizmus mahájána és vadzsrajána irányzatait is, valamint ebben az időben a kínai ezoterikus buddhizmus terjesztéséről ismert két kínai szerzetes, Vadzsrabodhi és Amoghavadzsra, is megfordult a szigeten. A théraváda mahájána és vadzsrajána tanok központja vélhetően az Abhajagiri vihára volt.

### Terjedése Délkelet-Ázsiában

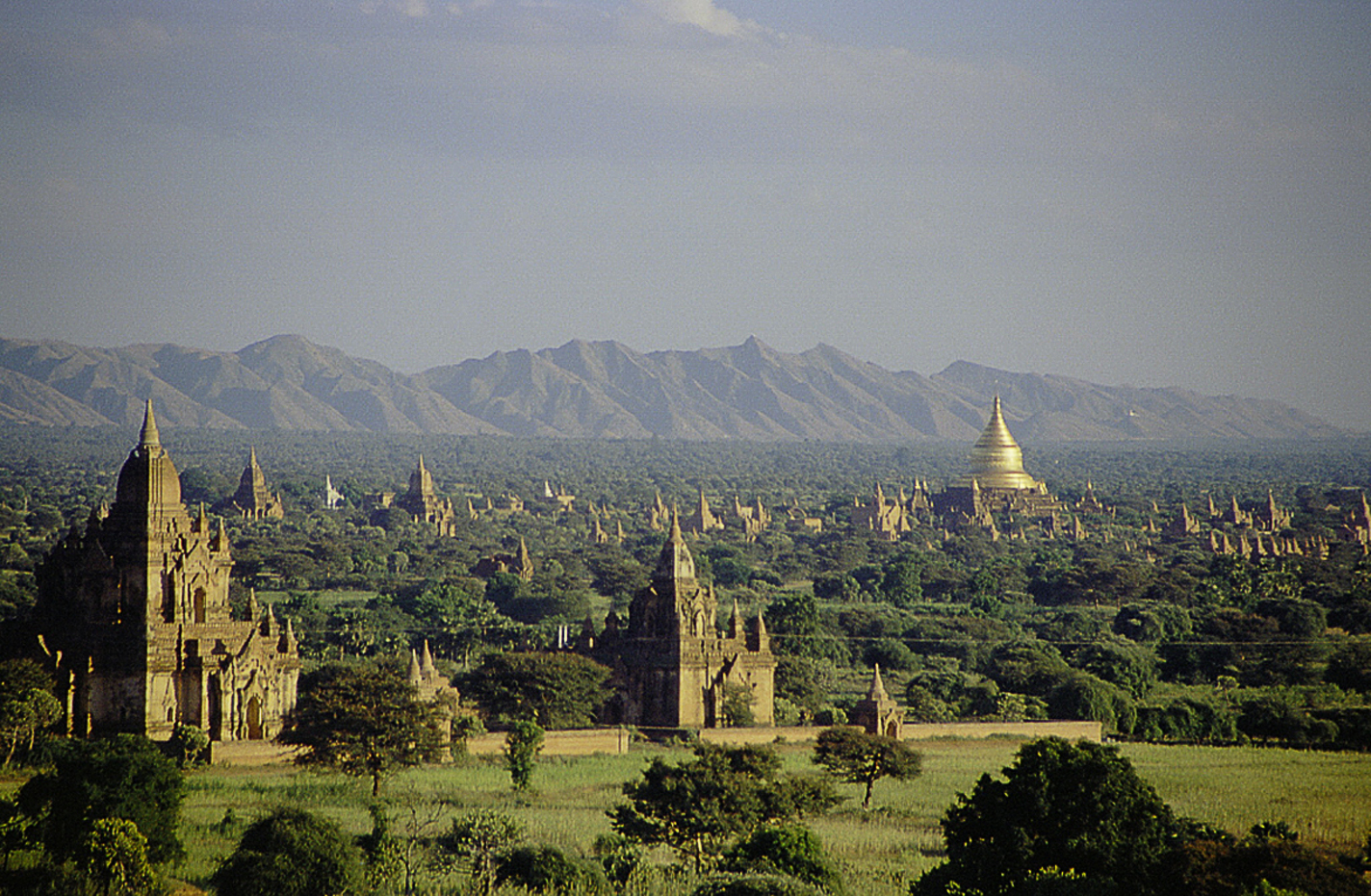
Bagan romjai, Burma ősi fővárosa. Több mint 2000 buddhista templom. Bagan aranykorában mintegy 13 000 templom állt.

A sír lankai Mahávansza krónikák szerint a harmadik buddhista zsinat után két szerzetest (Szona és Uttara) küldtek a misztikus Szuvannabhumi földjére ("Aranyföld"), hogy terjesszék a buddhizmust. Szuvannabhumi pontos földrajzi elhelyezkedését illetően nem értenek egyet a tudósok, mindenesetre Burma déli része, Thaiföld, a Maláj-félsziget és Szumátra is lehetséges helyszínnek számít.
A 12. század előtt Thaiföldön, Burmában, Laoszban és Kambodzsában is különböző indiai buddhista szekták léteztek, köztük a mahájána irányzat is. A 7. században Ji-csing utazásai során feljegyezte, hogy ezeken a területeken az indiai buddhizmus összes jelentős iskolája virágzott.
Annak ellenére, hogy néhány korai elbeszélés alapján úgy értelmezték, hogy létezett a théraváda irányzat is Burmában, a fennmaradt bizonyítékok alapján a burmai buddhizmus inkább a mahájána tanokat követte és páli helyett szanszkrit nyelvű volt. Miután a buddhizmus hanyatlásnak indult Indiában a srí lankáról érkező hittérítők a théraváda buddhizmust terjesztették el fokozatosan Burmában. A következő két évszázadban a hittérítők eljutottak Thaiföldre, Laoszba és Kambodzsába is, ahol ezután a théraváda buddhizmus felülmúlta a buddhizmus egyéb irányzatait.

### Modernizáció és terjedés nyugat felé
A 19. századtól kezdve fokozatosan megnőtt a nyugati társadalmak érdeklődése a théraváda buddhizmus irányában. Elsősorban a Teozófiai Társulat alapítói, Helena Blavatsky és Henry Steel Olcott játszottak fontos szerepet a két kultúra közötti közvetítésben. A théraváda országokban kialakultak a világi vipasszaná gyakorlatok. Az 1970-es évektől kezdve a nyugati érdeklődés fokozódásával létrejött az ún. Vipasszaná mozgalom.
Ezzel egy időben a srí lankai théravádinok a nyugati kultúra felé fordultak, hogy ilyen módon frissítsék fel saját hagyományaikat és annak felerősítésén keresztül kívántak ellenállni a brit gyarmatosításnak. A keresztény hittérítők veszélyeztették a helyi kultúrát, így a théravádinok is terjeszteni kezdték a théraváda buddhizmust. Támogatták őket a teozófisták, akik ősi forrásokban keresték a bölcsességet, amelyek között szerepelt a buddhizmus és a páli kánon is. Anágárika Dharmapala volt az egyik théraváda vezető, aki megpróbálta a Nyugat segítségével helyreállítani a Viszuddhimagga és a páli kánon alapján a vipasszana hagyományt. Dharmapala a középosztálynak ajánlott vallási gyakorlatot és vallási önazonosságot, hogy ellenálljanak a brit imperialistáknak. Dharmapala erőfeszítéseinek köszönhetően a világi buddhisták elkezdték a meditációs gyakorlatokat, amelyek korábban csak a szerzetesek gyakoroltak.

## Théraváda többségű országok listája
| Rangsor | Ország    | Lakosság   | Buddhisták %-a | Összes buddhista | Vallás jelentősége |
| ------- | --------- | ---------- | -------------- | ---------------- | ------------------ |
| 1       | Thaiföld  | 66,720,153 | 94,6%          | 63,117,265       | 97%                |
| 2       | Burma     | 60,280,000 | 89%            | 53,649,200       | 96%                |
| 3       | Srí Lanka | 20,277,597 | 70,2%          | 14,222,844       | 100%               |
| 4       | Kambodzsa | 14,701,717 | 96,4%          | 14,172,455       | 95%                |
| 5       | Laosz     | 6,477,211  | 67%            | 4,339,731        | 98%                |

## Galéria

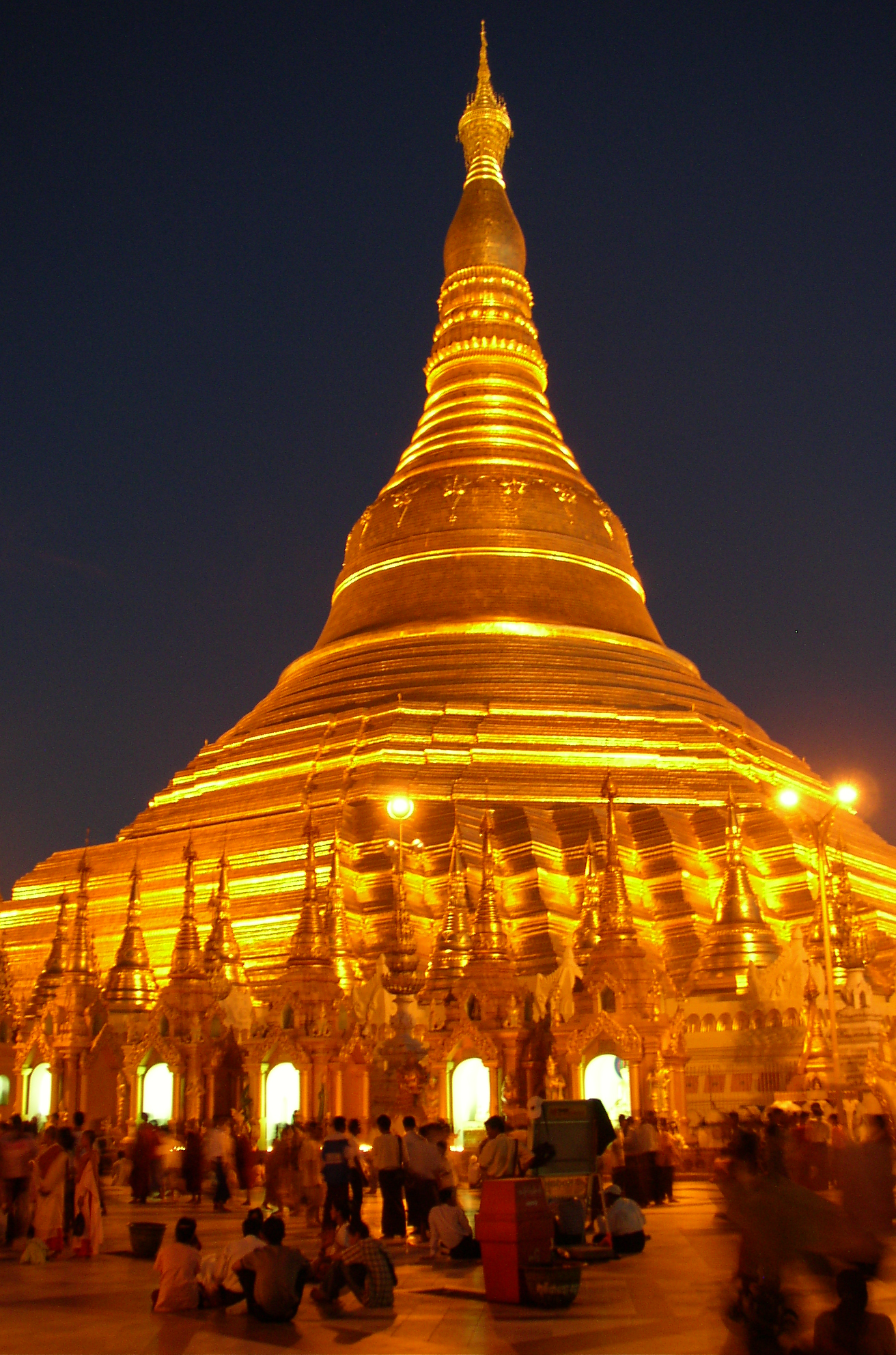
A Svedagon pagoda Rangun városban, Burma legszentebb temploma.
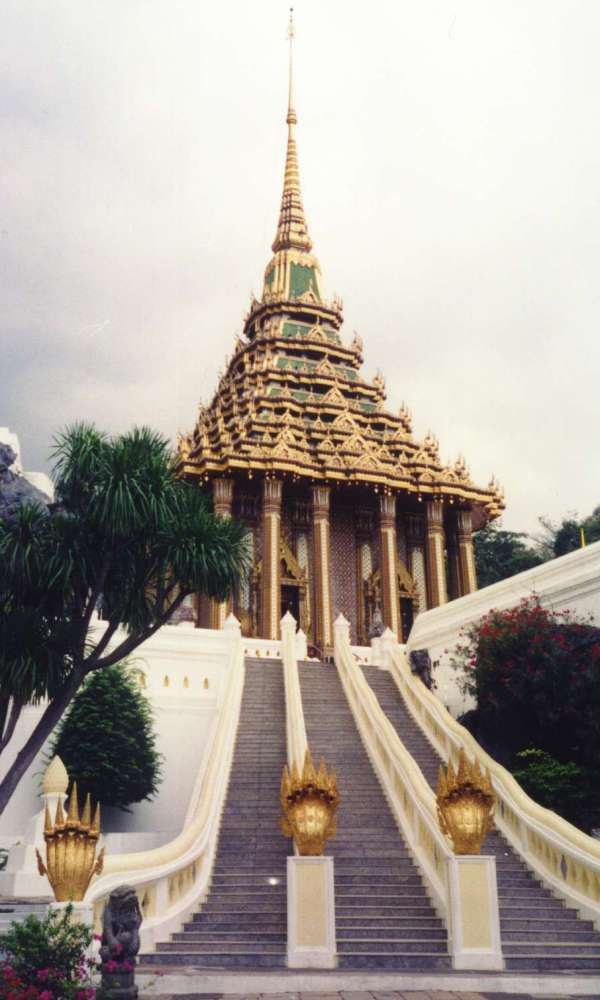
Phraphutthabat, Közép-Thaiföld legfontosabb temploma.
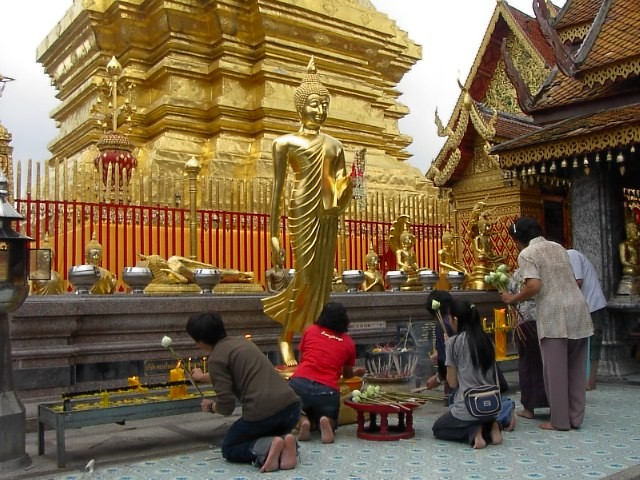
Buddhisták Phrathatdoi Szuthep- ben, Csiangmaj (Thaiföld) közelében.
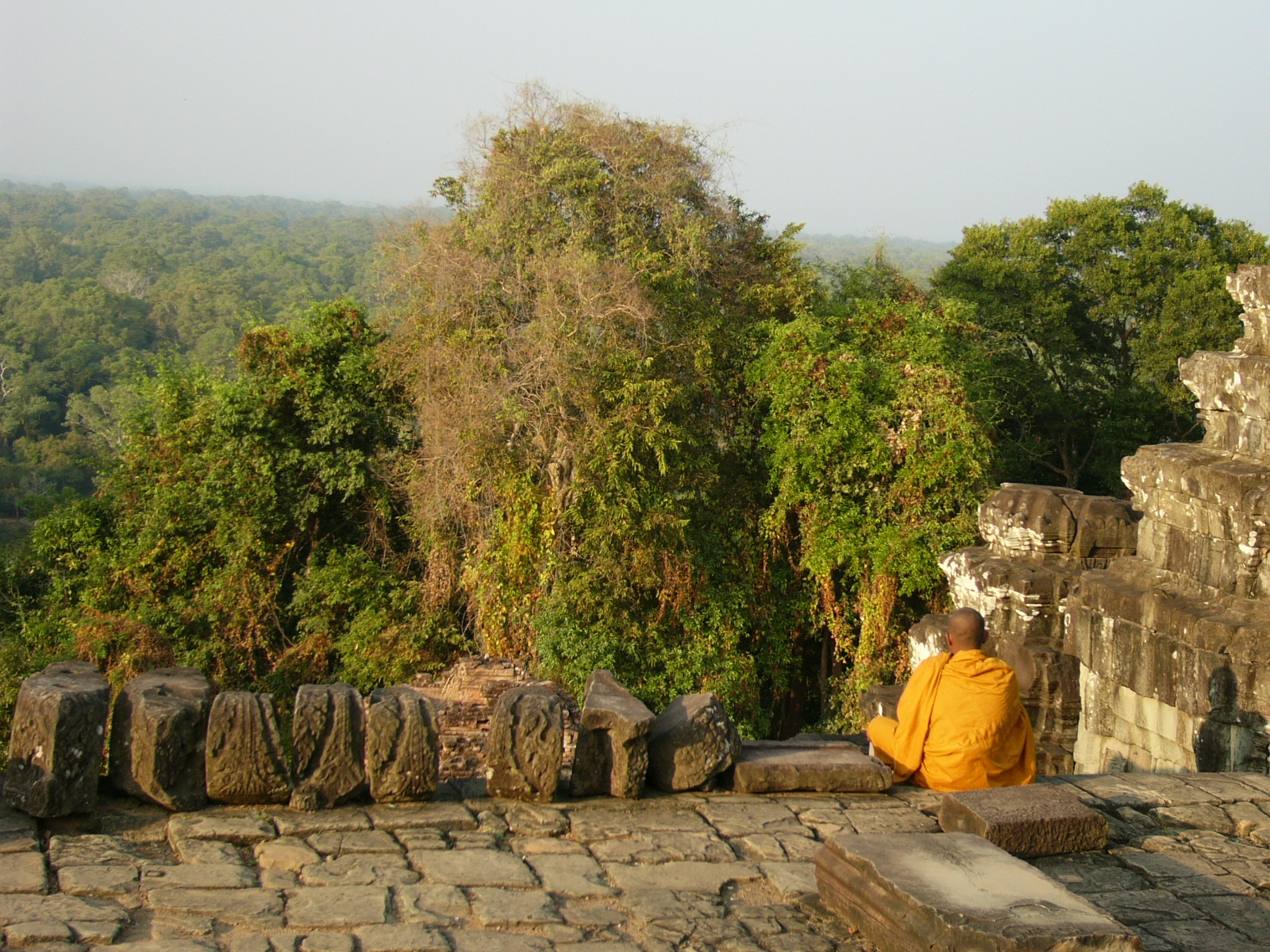
Meditáló khmer szerzetes a Bakheng templomban, Angkor, Kambodzsa.
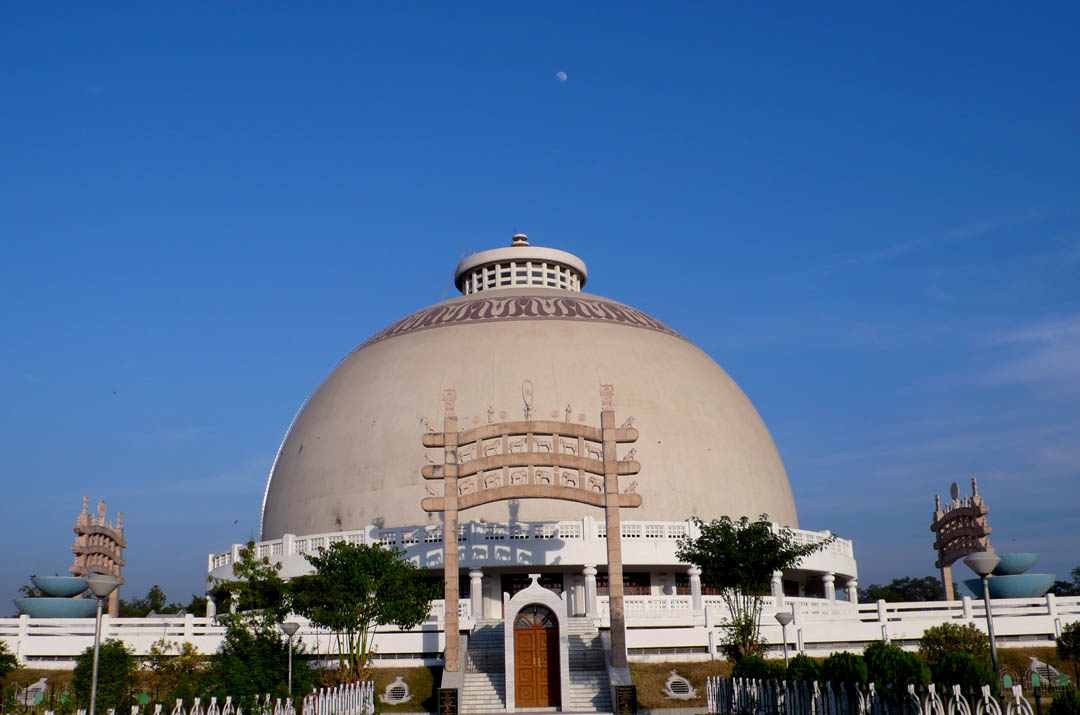
A Díksabhúmi templom az indiai buddhista mozgalom fontos központja.
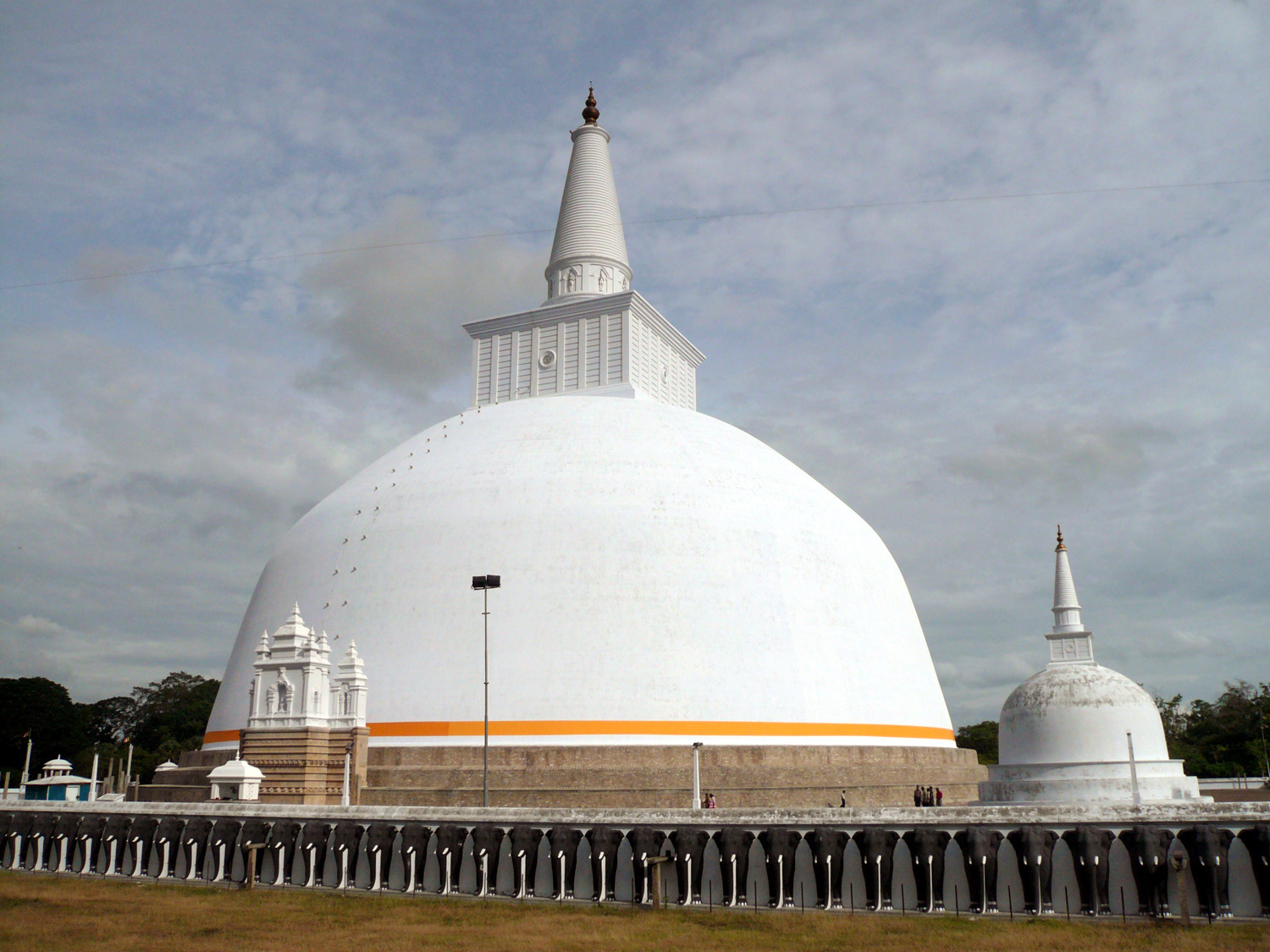
Ruvanveliszaja in Anuradhapura, Srí Lanka legszentebb sztúpája.
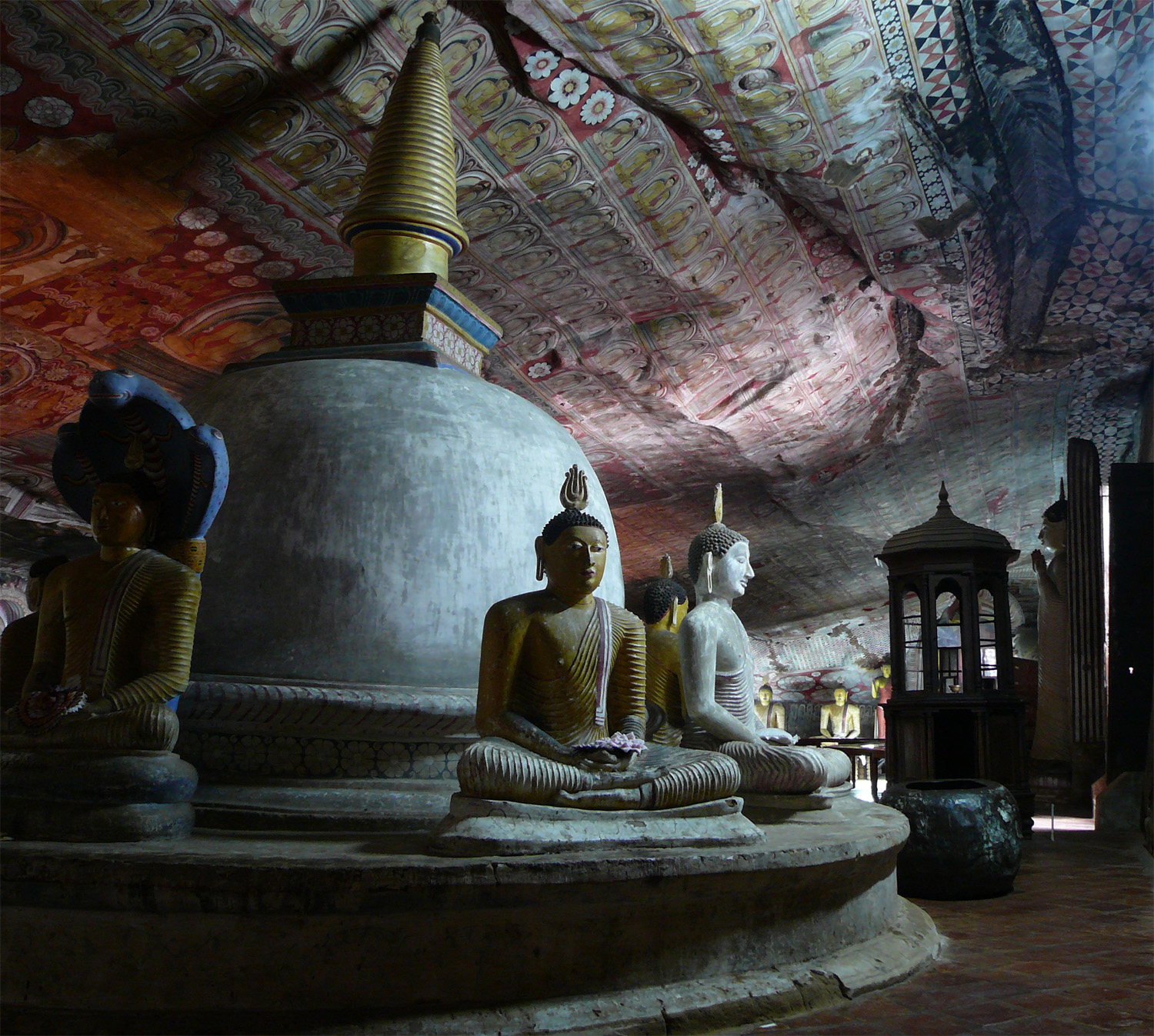
A Dambulla barlangtemplom Srí Lankán - a világ egyik legrégebbi buddhista temploma.
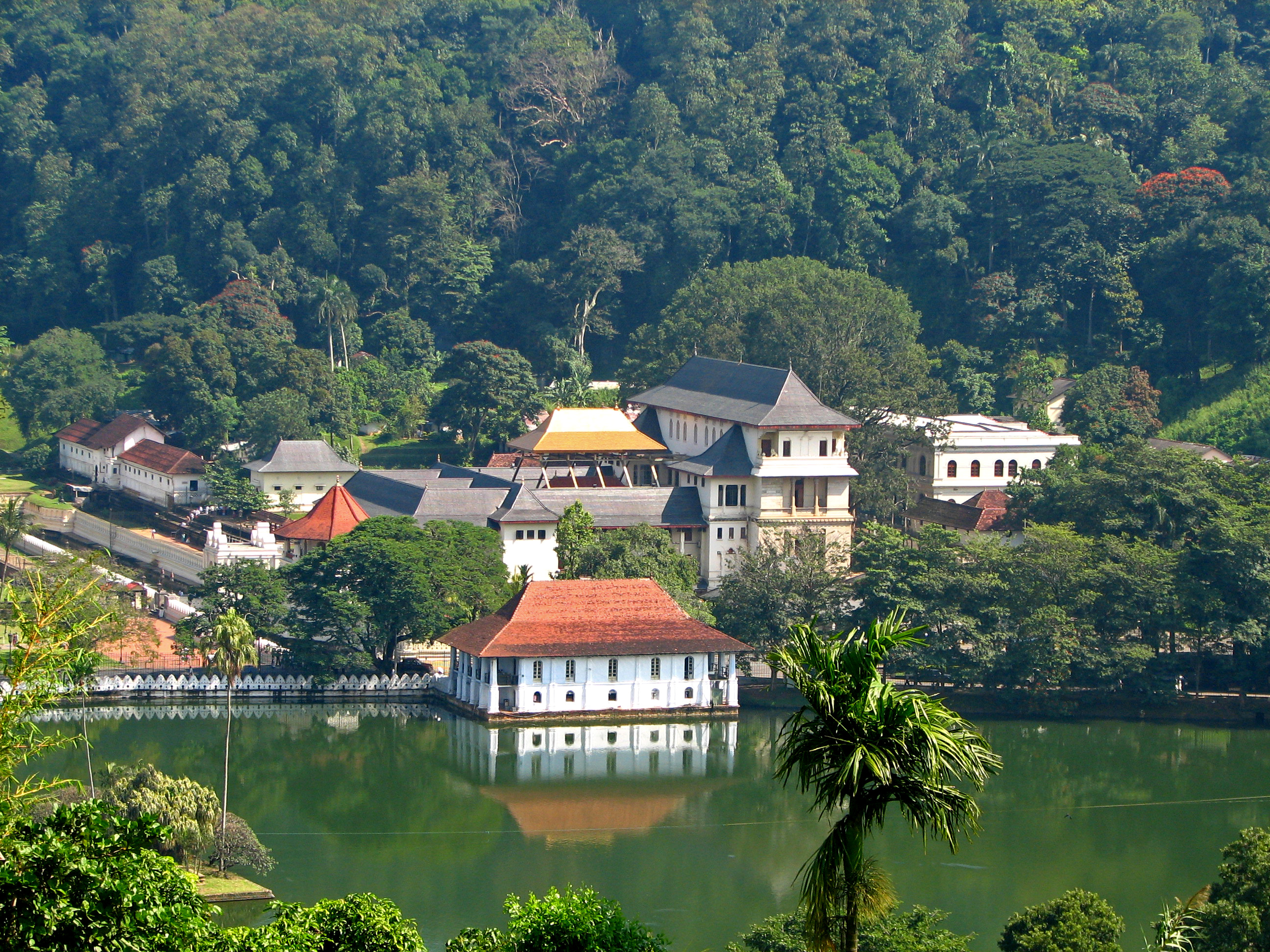
A fog temploma Kandi-ban, a legfontosabb templom Srí Lankán.
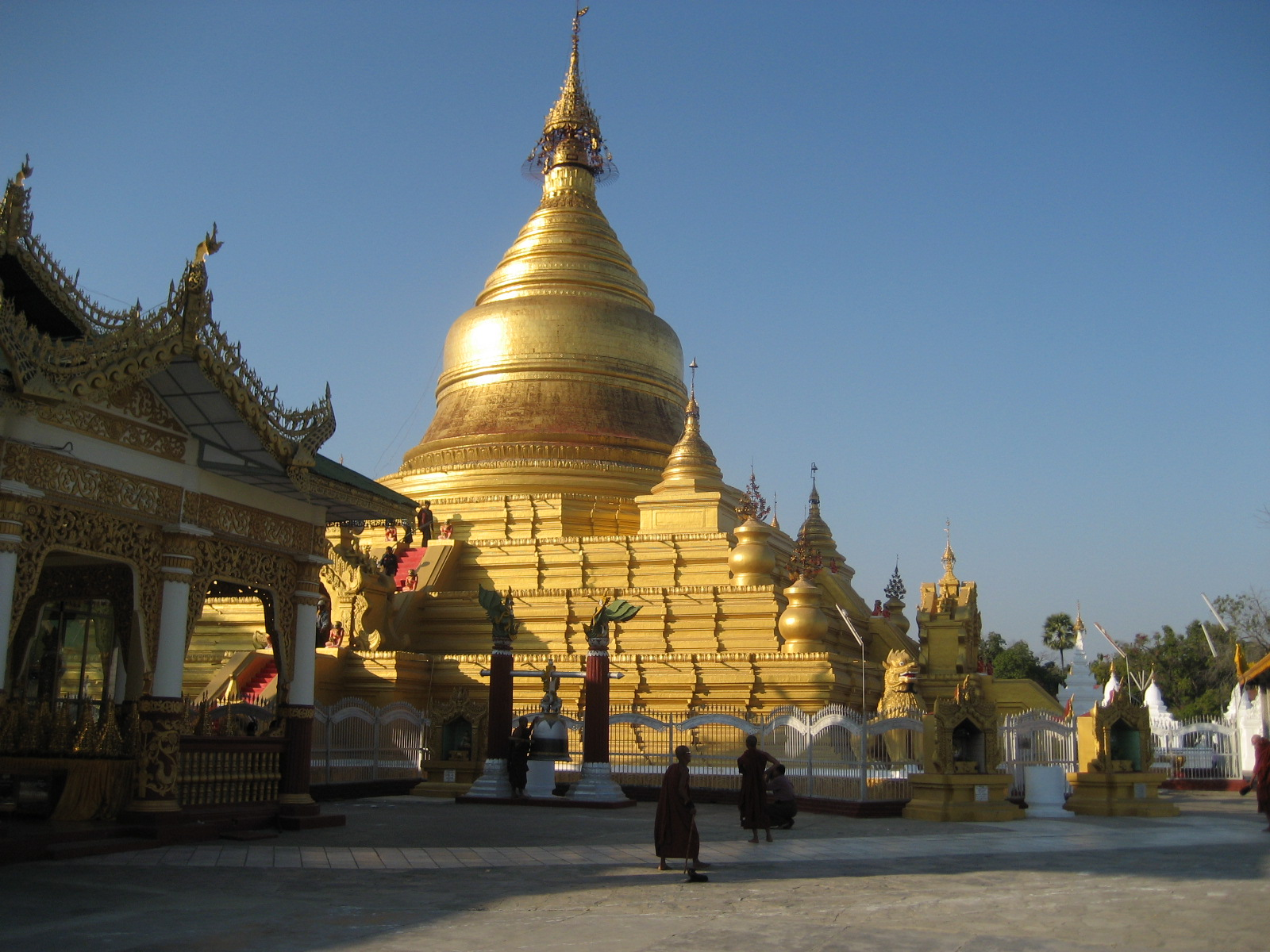
A Kuthodav pagoda Mandalaj városban, Burma.
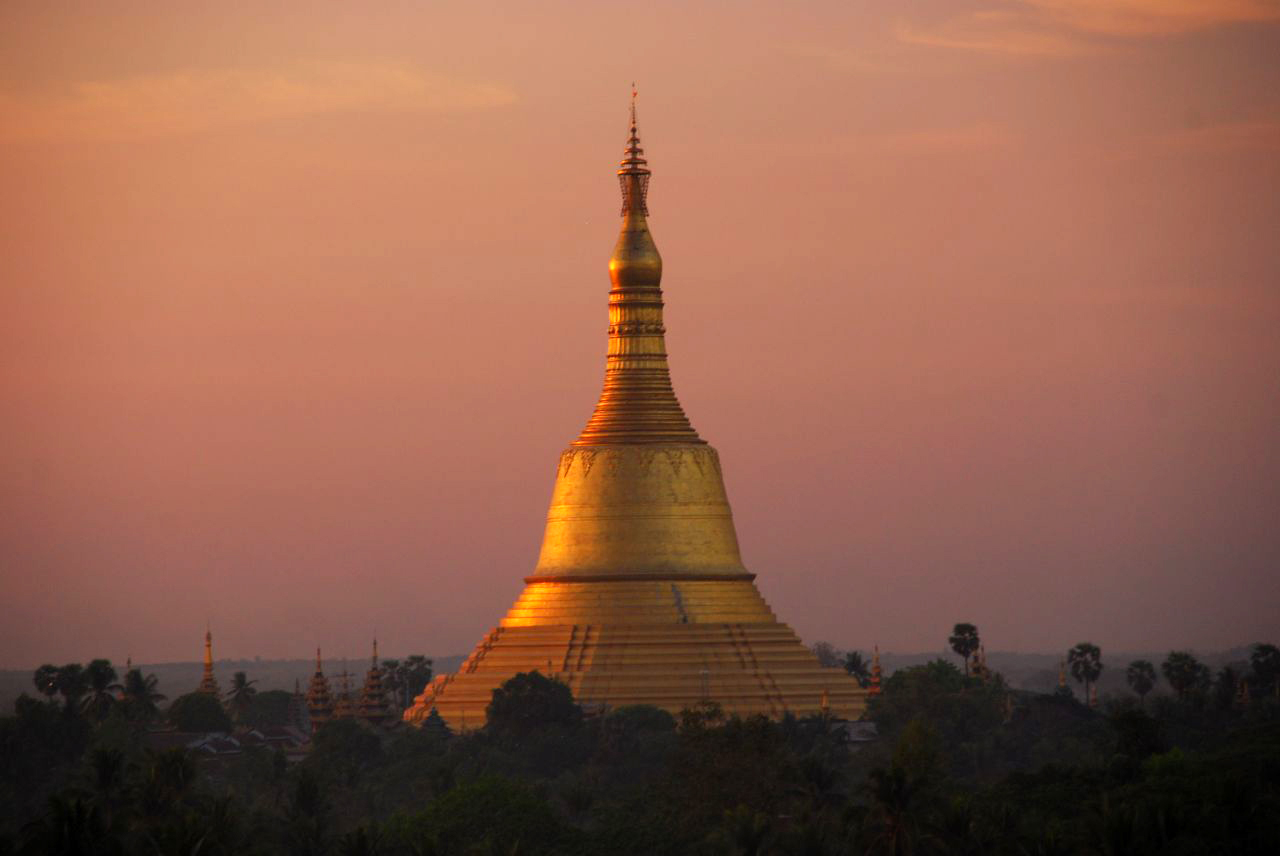
Svemavdav Paja a burmai Bago városában, az ország legmagasabb pagodája.
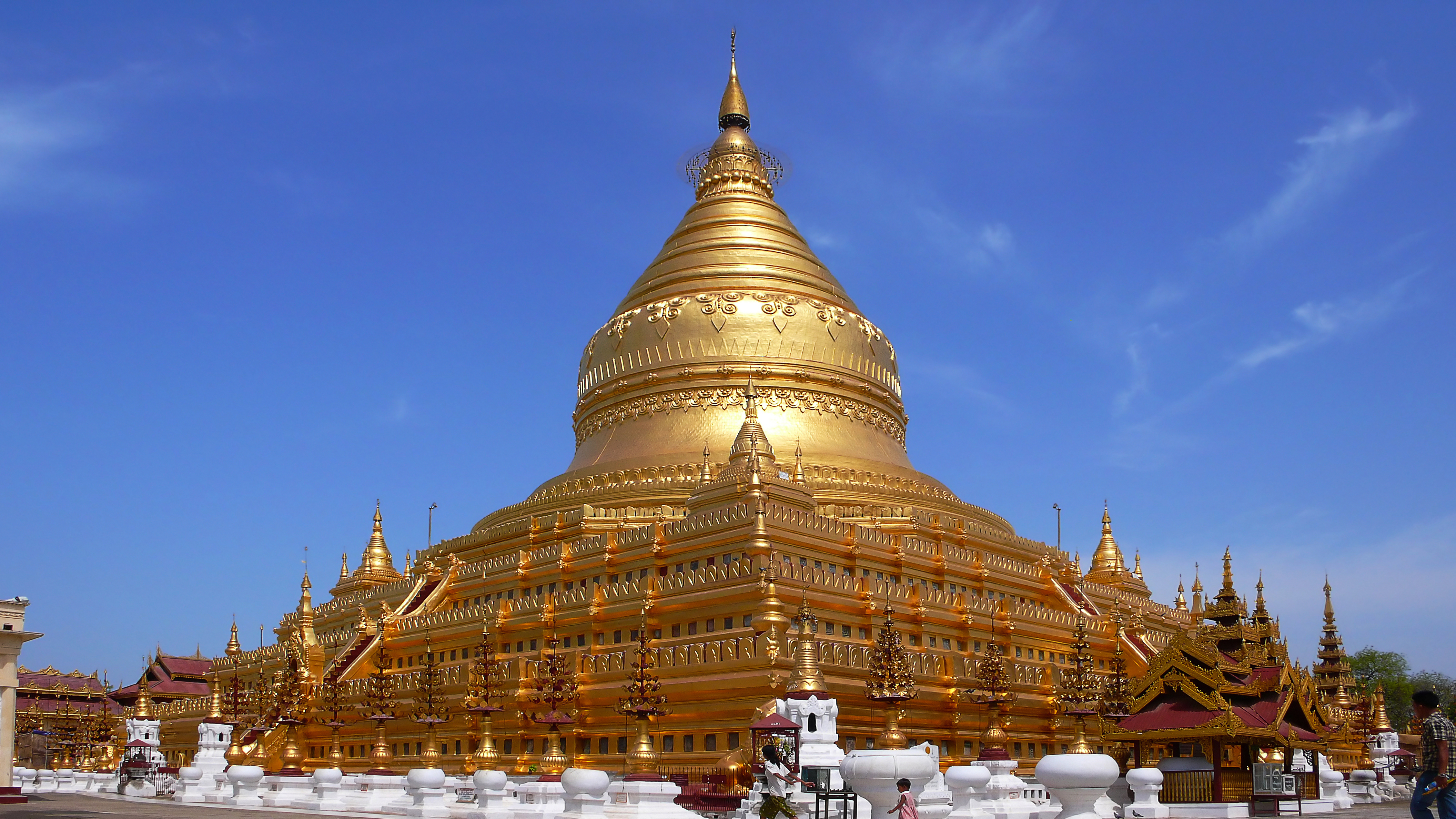
A Svezigon pagoda Nyaung-U városban, tipikus burmai sztúpa.
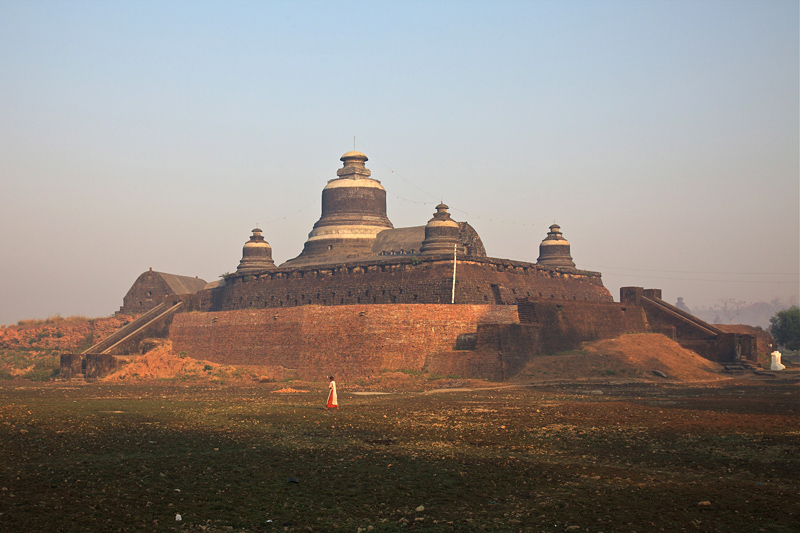
A Htukkanthein templom a burmai Mrauk U leghíresebb temploma.
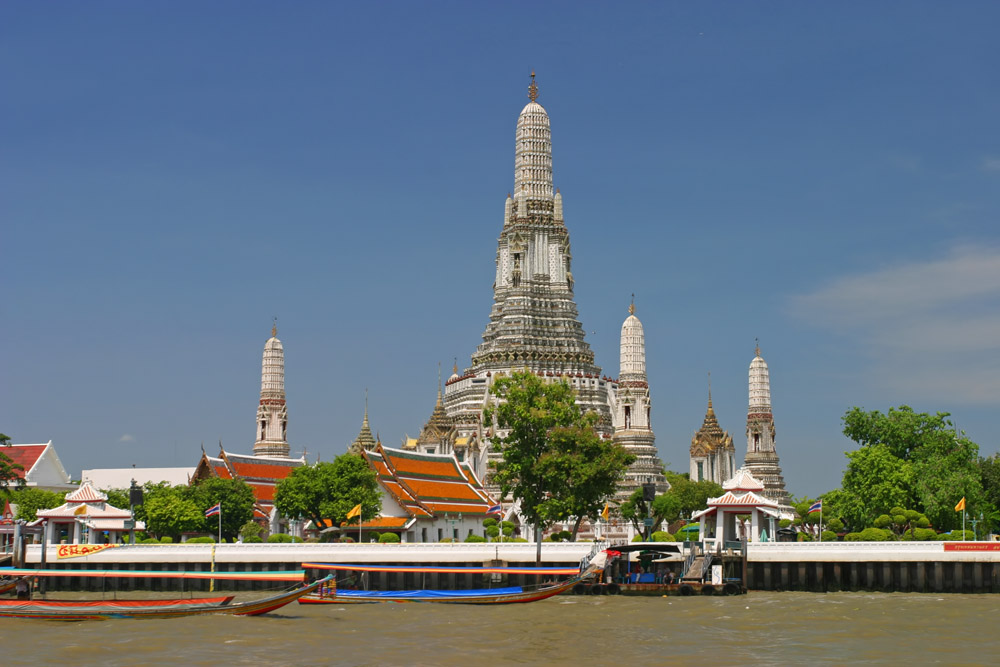
A Vat Arun Bangkokban, Thaiföld egyik leghíresebb jelképe.
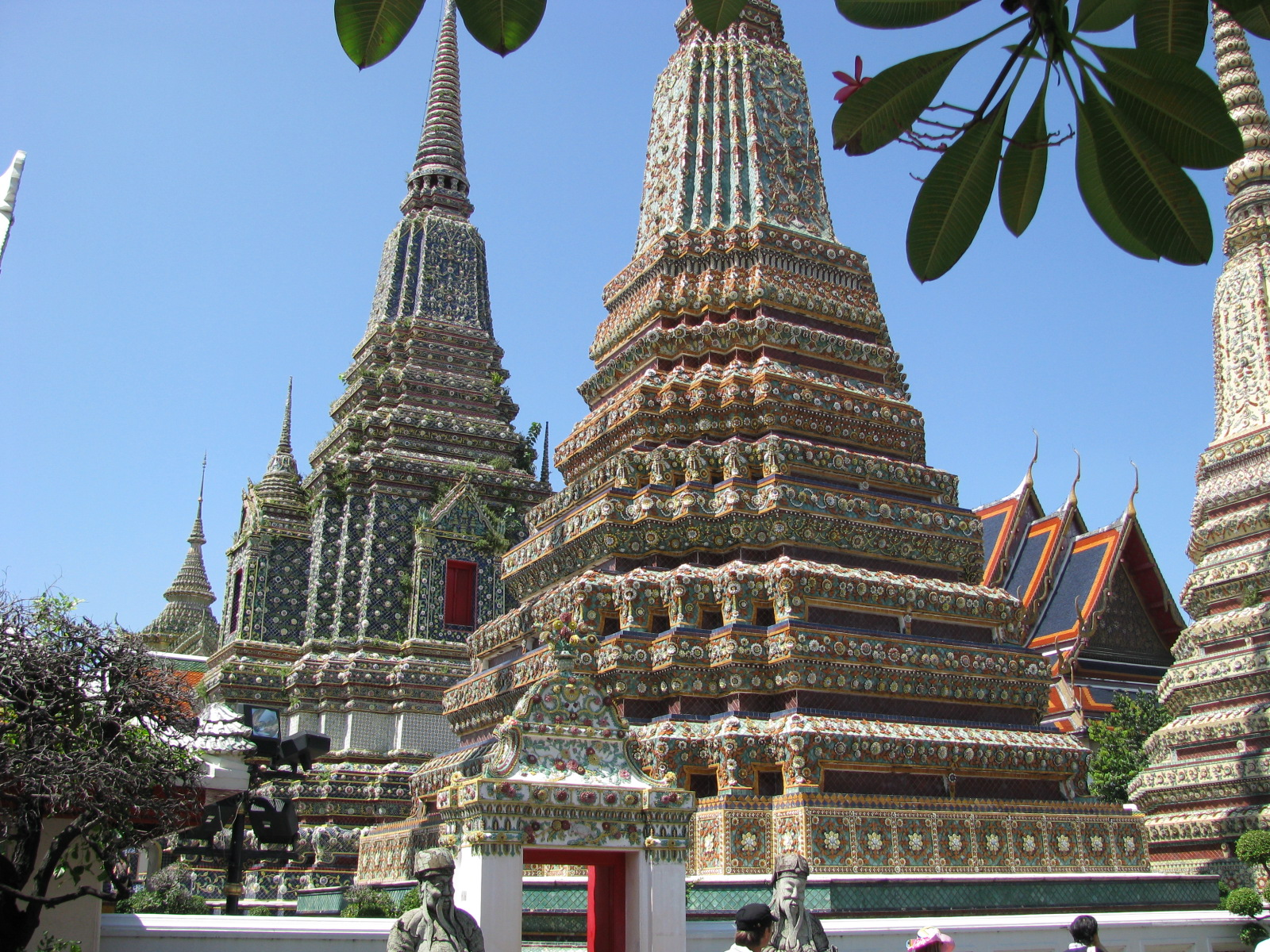
A Vat Pho, Bangkok egyik legnagyobb és legrégibb temploma.
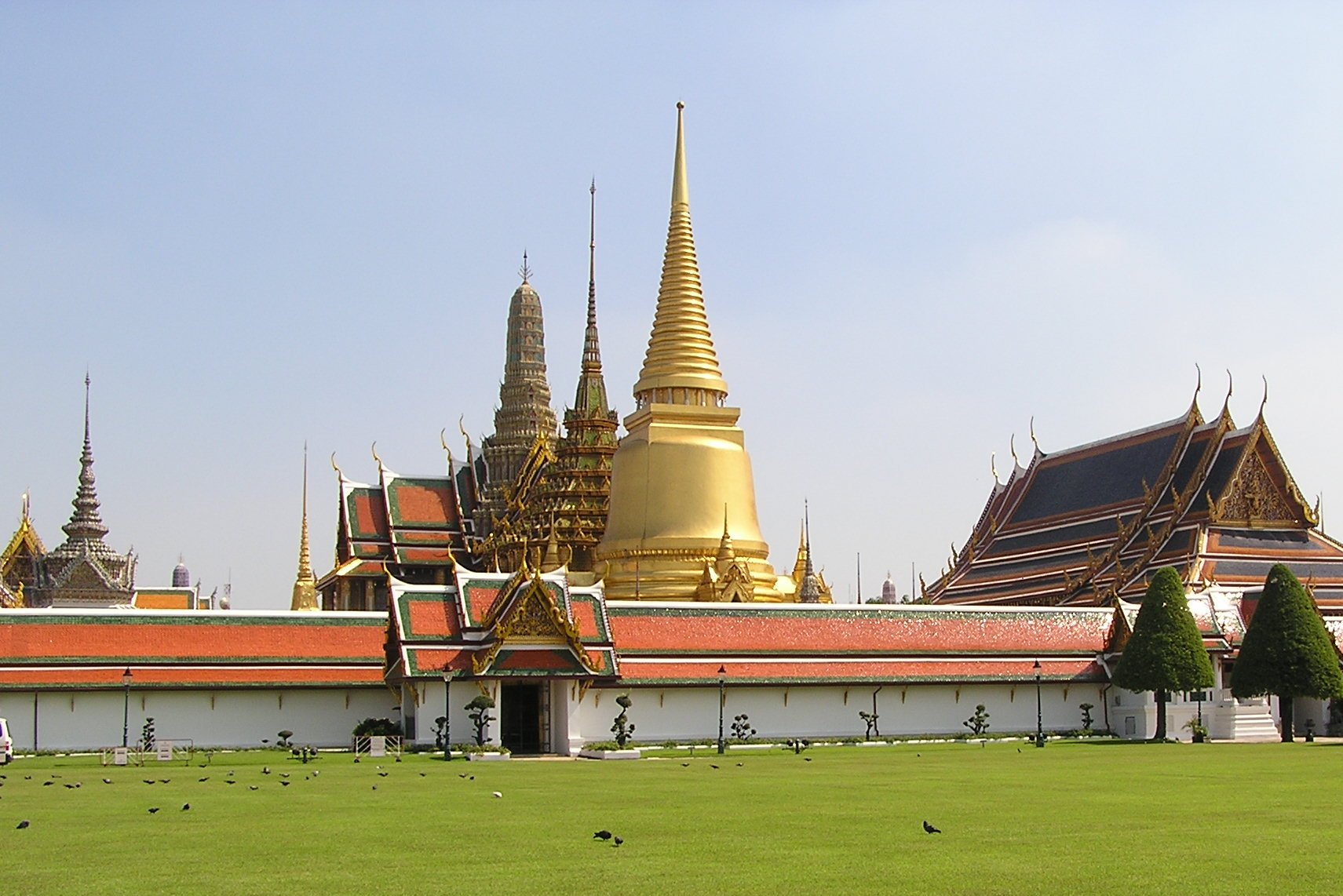
A Vat Phra Kaev Thaiföld legszentebb temploma (Bangkok).
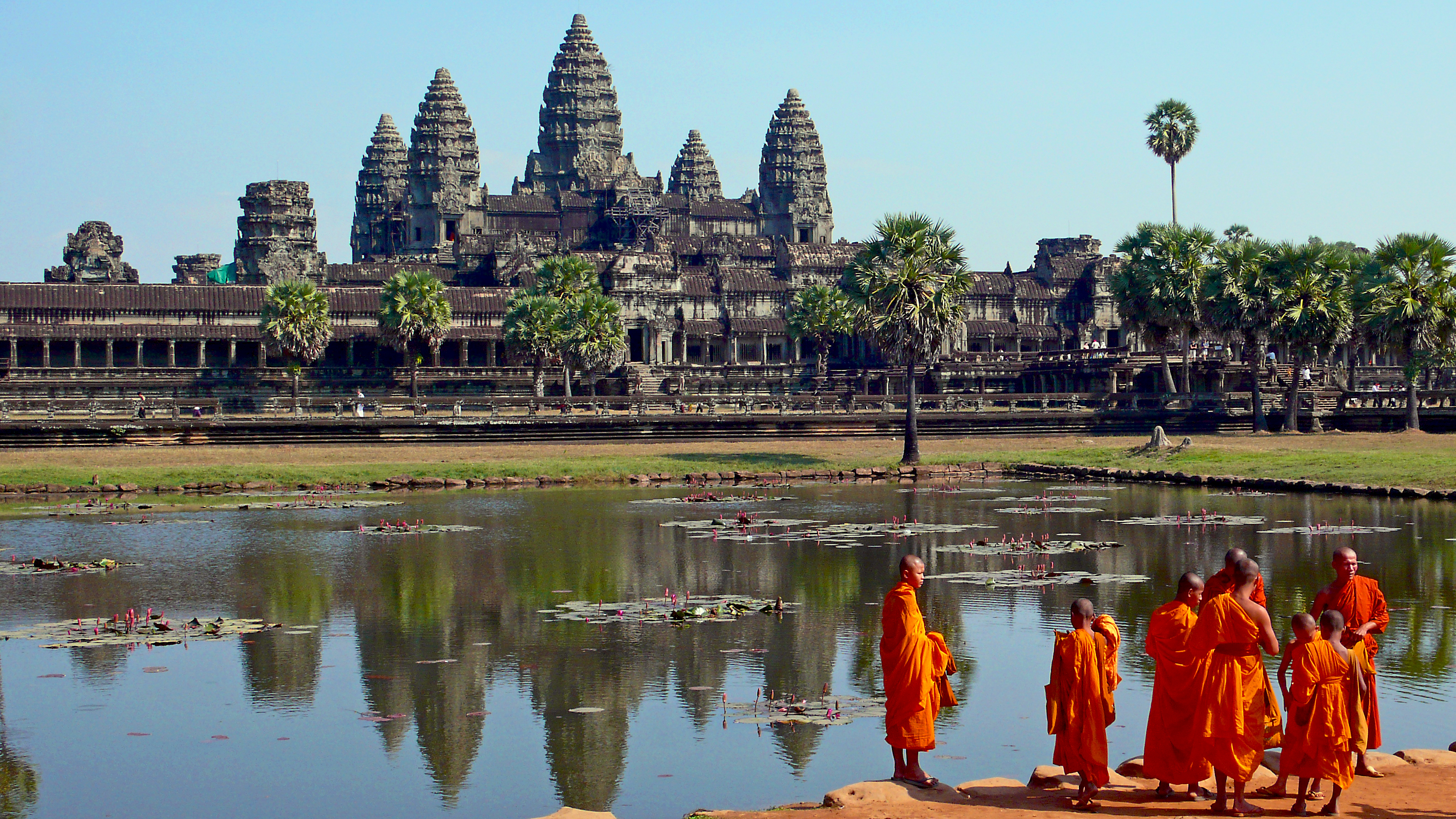
A kambodzsai Angkorvat a világ legnagyobb vallási építménye.
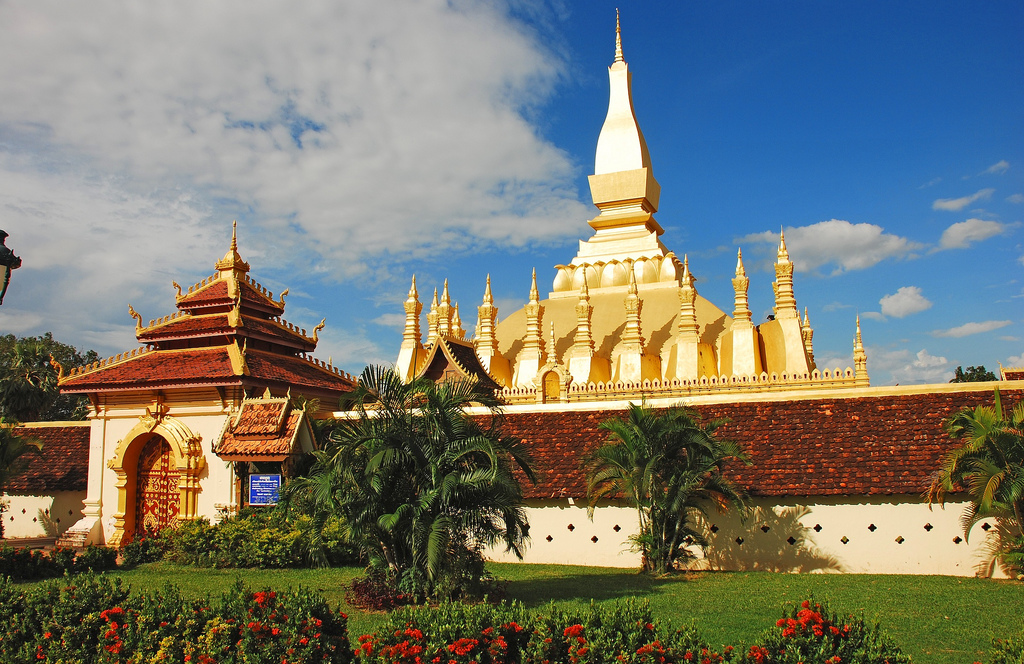
A Vientián városi Pha That Luang - Laosz nemzeti jelképe.